# Jacques E. Brandenberger
Jacques Edwin Brandenberger (Zúrich, 19 de octubre de 1872-13 de julio de 1954) fue un químico suizo e ingeniero textil que en 1908 inventó el celofán. Recibió la Medalla Elliott Cresson del Instituto Franklin Elliott en 1937.

Jacques E. Brandenberger nació en Zúrich el 19 de octubre de 1872. Se graduó en la Universidad de Berna en 1895, e inventó el celofán en 1908. Hecho de celulosa de madera, el celofán se concibió originalmente como una capa destinada a hacer que la ropa fuera más resistente a las manchas. Después de varios años de investigación adicional y mejoras, y de la construcción de una máquina que fabricaba esa película fina y transparente, comenzó la producción de celofán en 1920. Se comercializó para fines industriales, incluyendo protectores de los ojos para máscaras de gas. Vendió los derechos de los Estados Unidos a la empresa DuPont en el año 1923.